# François Tosquelles
François Tosquelles (né Francesc Tosquelles Llauradó le 22 août 1912 à Reus, en Catalogne espagnole, et mort le 25 septembre 1994 à Granges-sur-Lot), est un psychiatre et psychanalyste naturalisé français en 1948. Il est l'un des inventeurs de la psychothérapie institutionnelle.

## Biographie

### Jeunesse
Enfant, avec son père, chaque dimanche, il se rend à l'Institut Pere Mata. Dans cet asile psychiatrique, sous l'influence de son directeur Emili Mira (ca), il se trouvera atteint de ce « vice » qu'il dit constitutionnel : la psychiatrie. Son implication dans l'affirmation nationale de la Catalogne le pousse à apprendre la langue catalane, choisissant par ailleurs de parler le castillan, la « langue de l'oppresseur » avec un fort accent, en « petit nègre », comme il dit. Il participe activement avec son père à l'effervescence politique des années 31 à 36, proche des communistes dissidents et du Bloc ouvrier et paysan, il participera à la création, en 1935, du Parti ouvrier d'unification marxiste (POUM), non affilié à la Troisième Internationale. Après ses études de médecine, dès 1935, psychiatre à l'Institut Pere Mata, il travaille à la transformation de la pratique psychiatrique. Par exemple, avant et pendant la Guerre civile espagnole (1936-1939)  à peine diplômé, ce jeune révolutionnaire emmenait ses patients se baigner sur les plages de Barcelone. Entre 1931 et 1936, de nombreux psychanalystes allemands ou d'Europe centrale viennent se réfugier à Barcelone qui devient une « petite Vienne », confortant les initiatives du professeur Emili Mira et de François Tosquelles qui se forme à la psychanalyse. Durant la guerre civile, François Tosquelles s'engage dans les milices anti fascistes du POUM, il combat en Andalousie puis se charge de soigner les soldats mais aussi les médecins. Pour constituer son équipe il évite de recruter du personnel hospitalier, il préfère des « gens normaux » et parmi eux, il n'hésite pas à embaucher d'anciennes prostituées comme personnel soignant, « celles-ci s'y connaissant en matière d'hommes », comme il s'amuse à le préciser dans un documentaire qui lui est consacré en 1989.

### Exil
Après la défaite républicaine et la « Retirada » de 1939, menacé (comme tous les Républicains révolutionnaires) par le régime de Franco, Tosquelles se réfugie en France, au camp de concentration de Septfonds en septembre 1939. Il est chargé d'organiser les soins dans l'hôpital de fortune du camp. Là encore, son équipe ne comporte presque pas de professionnels de santé, un seul, et François Tosquelles considère que même dans ce contexte extrême il a pu faire la plus efficace psychiatrie. Son service servira aussi à organiser des évasions en lien avec les réseaux de résistance.

### Saint-Alban
Paul Balvet docteur à l'hôpital psychiatrique de Saint-Alban-sur-Limagnole, en Lozère, entend parler de l'expérience de Tosquelles à Septfonds et lui propose un poste dans l’hôpital : il y arrive le 6 janvier 1940 avec, dans ses bagages, notamment deux livres : celui d'Hermann Simon Aktivere Krankenbehandlung in der Irrenanstalt — c'est dans ce livre que l'on trouve la thèse selon laquelle il faut « d'abord soigner l'hôpital pour pouvoir soigner des patients » (lutte contre l'aliénation sociale) — et la thèse de Jacques Lacan De la psychose paranoïaque dans ses rapports avec la personnalité, dont il fait faire des copies (parmi d'autres références utiles) par l'imprimerie du club des malades de l'hôpital en vue d'organiser la formation des soignants. Tout en prenant part aux activités des maquis de la Résistance de la région) aux côtés de Chaurand, Balvet, puis Bonnafé, Rivoire, Clément, Despinoy notamment au sein de la Société du Gévaudan). L'asile est à la fois lieu de résistance et lieu de refuge pour des clandestins, Tosquelles établira une relation profonde avec Éluard notamment.
Tosquelles participe à la transformation de Saint-Alban, en effet, à son arrivée à l'asile de Saint-Alban, il découvre que les pensionnaires sont soumis au rationnement. Pour ne pas les voir mourir de faim, comme cela a été le cas dans la plupart des asiles en France, il ouvre les portes de l'asile et envoie ses malades aux champs pour y aider les fermiers qui, en retour, les rémunèrent en denrées alimentaires : pommes de terre, choux. Cette action et celles qui suivirent (carnaval avec défilé dans le village, fêtes, arts…) pendant les vingt ans que Tosquelles passa à Saint-Alban sont des occasions de révolutionner la relation du soignant au patient, avec plus de liberté et plus de richesse dans les soins et une meilleure insertion dans la vie locale.
Parmi les inventions de Tosquelles figurent les clubs thérapeutiques. Les patients et les soignants s'y réunissent sur un pied d'égalité, sans hiérarchie ni statut. Le patient y développe ses capacités d'agir, de s'organiser, se responsabiliser et prendre des initiatives dans le cadre collectif. En France, en 2021 une trentaine de ces clubs fonctionnent, ils sont fédérés au sein du Truc (Terrain de rassemblement pour l'utilité des clubs).
Tosquelles travaille à Saint-Alban jusqu'en 1962 ; avant d'en devenir le médecin-chef en 1952, il a dû, à la suite de la guerre, recommencer en France toute sa formation, repasser par le statut de stagiaire infirmier et obtenir sa naturalisation (1948). Il restera très attaché à Saint-Alban, où il contribue notamment à la formation de Jean Oury et Frantz Fanon, et participera à de nombreux groupes de travail  notamment le Groupe de Sèvres, le Groupe de travail de psychothérapie et de sociothérapie institutionnelles (GTPSI), qui se réunit à quatorze reprises entre 1960 et 1966 avec notamment Jean Oury, Hélène Chaigneau, Horace Torrubia, Philippe Rappard, Roger Gentis, Félix Guattari, Ginette Michaud et Henri Vermorel, et la Société de psychothérapie institutionnelle — ainsi qu'à de nombreux colloques (Bonneval) et à toutes les Rencontres de Saint-Alban.

### Postérité
L'expérience pionnière menée à Saint-Alban sera théorisée et développée à travers la psychothérapie institutionnelle, mouvement qui, de cet asile à celui de La Borde, a influencé fortement la psychiatrie et la pédagogie depuis la seconde moitié du XXe siècle.
L'œuvre protéiforme de François Tosquelles est en train d'être redécouverte, à travers des colloques et la publication d'inédits (édition d'une série Archives Tosquelles dirigée par Jacques Tosquellas).

## Publications
- avec J. Oury, R. Gentis, J. Ayme, F. Guattari et al., Actes du Groupe de travail de psychothérapie et de sociothérapie institutionnelle (GTPSI), Éditions d'une, 2014-2017
- Trait-d'union, Journal de Saint-Alban. Éditoriaux, articles, notes (1950-1962) Ouvrage regroupant toutes les contributions de Tosquelles au Journal intérieur de l'hôpital de Saint-Alban ; préface par Pierre Delion, dossier historique et documentaires réalisé par Jacques Tosquellas, Mireille Gauzy et Sophie Legrain. Paris, Éditions d'une, coll. "La Boîte à outils", 2015, 272 p.  (ISBN 9791094346068)
- Hygiène mentale des éducateurs, Paris, Éditions d'une, 2016, 76 p.  (ISBN 9791094346099)
- La Chasse aux mots, Récital en six mouvements, Paris, Éditions d'une, 2016, 82 p.  (ISBN 979-10-94346-10-5)
- Archives complètes, Chantier II - Toros - 1943 à 1944, hors-série de la revue Institutions, Nantes, FIAC, 241 p., 2015
- Archives complètes, Chantier I - Sardanes - 1928 à 1943, hors-série de la revue Institutions, Nantes, FIAC, 248 p., 2014
- Le Vécu de la fin du monde dans la folie, Le témoignage de Gérard de Nerval, Grenoble, J. Millon, 2012, 211 p.  (ISBN 978-2-84137-282-9)
- Le Travail thérapeutique en psychiatrie, préface : Pierre Delion, postface Yves Clot, Eres, 2009, (1re ed. 1967)  (ISBN 978-2-7492-1033-9)
- Fonction poétique et psychothérapie, Ramonville Saint-Agne, Érès, 2003, 210 p.  (ISBN 2-7492-0189-6)
- Éducation & psychothérapie institutionnelle, Matrice, 2001, coll. « P.I »  (ISBN 290497900X)
- De la personne au groupe, à propos des équipes de soin, Ramonville Saint-Agne, Érès, 1995, 260 p.  (ISBN 2-86586-357-3)
- L'Enseignement de la folie, Dunod, 1992  (ISBN 9782708978225)
- avec J. Oury et F. Guattari, Pratique de l'institutionnel et politique, Paris, Matrice, 1985, 165 p.  (ISBN 2-905642-00-9)
- Structure et rééducation thérapeutique, Aspects pratiques, Paris, Éditions universitaires, 1967, rééd. Cours aux éducateurs, Nîmes, Champ Social, 2004  (ISBN 2913376185)
- La Rééducation des débiles mentaux. Introduction à l’aide maternelle et à l’éducation thérapeutique, éd. Privat, Toulouse, 1964 ; nouvelle éd. Pragma, Toulouse, 1975
- « Esquisse d'une problématique analytique dans les soins à donner aux enfants psychopathes en institution » in Maud Mannoni (dir.), Enfance aliénée I. Enfance aliénée ou société aliénante ?, Recherches, no 7, septembre 1967
- avec J. Oury, « L’enfant, la psychose et l'Institution» , et avec J. Ayme, «Soins aux psychotiques en Institution» in Maud Mannoni (dir.), Enfance aliénée II. L’enfant, la psychose et l’institution, Recherches, no 8, décembre 1968

## Filmographie

### Films réalisés par François Tosquelles
- La  société lozérienne  d’hygiène  mentale (1950-1957)[11], documentaire sur  l’organisation  des soins à Saint-Alban.
- La  Nostra Sardana (1955-1964)[11]
- Le Clos du Nid (décrit le travail qui peut être réalisé avec des enfants en institution)
- Félix Guattari sur un divan (1986)[11]

### Films consacrés à François Tosquelles
- François Tosquelles : une politique de la folie, documentaire de François Pain, Danielle Sivadon et Jean-Claude Polack, 1989[2].

## Hommages
- Le groupe de punk Justin(e) a fait une chanson nommée « Tosquelles (1912-1994) » sur son album Trellières über alles[12].
- La Déconniatrie Art, exil et psychiatrie autour de François Tosquelles[13], Exposition, Les Abattoirs, Toulouse, 14/10/2021- 6/03/2022.
- La Brande (ARRIÈRE-PAYS DES INSENSÉ·ES), Pièce de théâtre mise en scène Alice Vannier, Cie Courir à la catastrophe, 2022[14].
- Le film français Fêlés, sorti en 2024, comporte de nombreuses références à François Tosquelles, sa vie et son approche thérapeutique.

#### Ouvrages
- Patrick Faugeras, L'Ombre portée de François Tosquelles, Erès, 2007  (ISBN 9782749207650)
- Pascale Molinier (dir.) (Jean-Michel de Chaisemartin, Lise Gaignard et Mira Younes), François Tosquelles et le travail, Paris, Editions d'une, 2018, 261 p. (ISBN 979-10-94346-17-4).
- François Tosquelles (trad. du catalan, textes choisis et présentés par Joana Masó), Soigner les institutions, Paris, L'Aarachnéen, 2021, 397 p. (ISBN 978-2-37367-018-9).
- J. Tosquellas, Francesc Tosquelles, ses « vices » constitutionnels : psychiatre, catalan, marxiste, Paris, L’Harmattan, 2014

#### Articles
- Jean Ayme, « Essai sur l'histoire de la psychothérapie institutionnelle », dans Actualités de la psychothérapie institutionnelle, Vigneux, Matrices, 1985
- Philippe Rappard, « François Tosquelles, De la personne au groupe. À propos des équipes de soins », Che vuoi ?, Le Cercle freudien, vol. 20, no 2,‎ 2003, p. 205 (DOI 10.3917/chev.020.0205)
- Ignacio Gárate Martínez : Conversations psychanalytiques avec F. Tosquelles, etc., Éd. : Hermann, 2008, coll. « Psychanalyse »  (ISBN 2705667822)
- Pierre Delion, « L'enseignement de Tosquelles », dans Séminaire sur l’autisme et la psychose infantile, Toulouse, ERES, 2009 (ISBN 9782749210261, lire en ligne), p. 27-48
- Patrick Faugeras et Michel Minard, « Portrait d'un militant, François Tosquelles », Sud/Nord, ERES, vol. 25, no 1,‎ 2010, p. 49 (DOI 10.3917/sn.025.0049)
- Psychiatrie / Déconniatrie, de Serge Valletti, François Tosquelles ; mise en scène et avec Christian Mazzuchini, 2011
- Guy-Arthur Russeau, François Tosquelles et la décence ordinaire, Hors-série de la revue Institutions, Nantes, FIAC, 171 p., 2013